# Inter-Services Intelligence
La Dirección de Inteligencia de Interservicios (en inglés: Inter-Services Intelligence o ISI) es la principal agencia de inteligencia de Pakistán. Se encarga de recopilar, procesar y analizar cualquier información de todo el mundo que se considere relevante para la seguridad nacional de Pakistán. Como uno de los principales miembros de la comunidad de inteligencia paquistaní, el ISI depende de su director general y se centra principalmente en proporcionar inteligencia al gobierno paquistaní.
El ISI está formado principalmente por oficiales militares en activo procedentes de las tres ramas de las Fuerzas Armadas de Pakistán (es decir, el Ejército, la Armada y las Fuerza Aérea de Pakistán), de ahí el nombre de "Interservicios"; sin embargo, la agencia también recluta a muchos civiles. Desde 1971, está dirigido formalmente por un general de tres estrellas en activo del Ejército de Pakistán, que es nombrado por el primer ministro de Pakistán por recomendación del jefe del Estado Mayor del Ejército, que recomienda a tres oficiales para el puesto. A partir de 2021, el ISI está dirigido actualmente por el teniente general Nadeem Anjum. El director general del ISI depende directamente del primer ministro y del jefe del Estado Mayor del Ejército.
La agencia obtuvo reconocimiento y fama mundial en la década de 1980, cuando apoyó a los muyahidines afganos contra la Unión Soviética durante la guerra soviético-afgana en la antigua República Democrática de Afganistán. En el transcurso del conflicto, el ISI trabajó en estrecha coordinación con la Agencia Central de Inteligencia de Estados Unidos y el Servicio Secreto de Inteligencia del Reino Unido para dirigir la Operación Ciclón, un programa para entrenar y financiar a los muyahidines en Afganistán con el apoyo de China, Israel, Arabia Saudita y otras naciones musulmanas.
Tras la disolución de la Unión Soviética en 1991, los ISI proporcionaron apoyo estratégico e inteligencia a los talibanes afganos contra la Alianza del Norte durante la guerra civil afgana en la década de 1990.
La Oficina Federal de Investigación (FBI), en su primer reconocimiento abierto en 2011 ante un tribunal estadounidense, dijo que la Inteligencia Interservicios (ISI) patrocina el terrorismo y supervisa a los grupos terroristas separatistas en Cachemira.

## Historia
Tras la independencia en 1947, fueron creadas en Pakistán dos nuevas agencias de inteligencia llamadas el Intelligence Bureau (IB) y la Inteligencia Militar (MI); sin embargo, el pobre desempeño del MI en compartir información entre el Ejército, la Marina y la Fuerza Aérea durante la Guerra Indo-Pakistaní de 1947 llevó a la creación de la Dirección de Inteligencia Inter-Services (ISI) en 1948. La ISI estaba estructurada para ser dirigida por oficiales de los tres principales servicios militares y para especializarse en la recolección, análisis y evaluación de inteligencia externa, bien militar o no militar. La ISI fue creación del oficial del ejército británico nacido en Australia, el general R. Cawthome, por entonces Segundo Jefe de Estado Mayor en el ejército pakistaní. En un inicio, la ISI no tuvo ningún rol en la recolección de inteligencia interna, con la excepción de la Frontera del Noroeste y de Cachemira Azad. Esto cambió a finales de la década de 1950 cuando Ayub Khan fue nombrado presidente de Pakistán.
Ayub Khan expandió el rol de la ISI en salvaguarda de los intereses de Pakistán, monitoreando a los políticos de oposición y manteniendo el control militar en Pakistán. La ISI fue reorganizada en 1966 después de varios fallas de inteligencia en la Guerra Indo-Pakistaní de 1965, y en 1969 fue expandida. Ayub Khan confió a la ISI la responsabilidad de la recolección de inteligencia política interna en la región del Este de Pakistán. Más tarde, durante la revuelta nacionalista en Baluchistán a mediados de la década de 1970, la ISI tuvo la tarea de desempeñar una operación similar de recolección de información.
Durante el régimen de Zulfikar Ali Bhutto, quien fue muy crítico de su rol durante las elecciones generales de 1970, la cual provocó los eventos que llevaron a la guerra de liberación de Bangladés y al surgimiento de Bangladés como Estado independiente.
La ISI recuperó su gloria pasada después que el general Zia ul-Haq llegara al poder en julio de 1977. Bajo su régimen, la ISI fue expandida, haciéndola responsable de la recolección de información sobre el Partido Comunista de Pakistán con base en Sind y de monitorear la organización chiita tras la Revolución iraní de 1979, así como vigilar a varios partidos políticos tales como el Partido del Pueblo Pakistaní (PPP). La Guerra de Afganistán de la década de 1980 vio la mejora de las capacidades de acciones encubiertas de la ISI gracias al apoyo de la Agencia Central de Inteligencia norteamericana. Una sección especial afgana fue creada bajo el mando del coronel Mohammed Yousaf para supervisar la coordinación de la guerra. Varios oficiales de la División de acción encubierta de la ISI recibieron entrenamiento en los Estados Unidos y muchos expertos de acciones encubiertas de la CIA fueron destacados en la ISI para guiarlos en sus operaciones contra las tropas soviéticas utilizando a los Muyahidín afganos a través de la ISI.
En 1988, el presidente pakistaní Zia ul-Haq inició la Operación Túpac, que fue el nombre dado a un plan de acción de tres partes para la liberación de la región de Cachemira, iniciada después del fracaso de la Operación Gibraltar. El nombre de la operación provenía de Túpac Amaru II, el líder de una revolución en Perú contra el dominio español a fines del siglo XVIII. Para mayo de 1996, al menos seis organizaciones militantes importantes y varias pequeñas operaban en Cachemira. Sus fuerzas se estimaban entre 5.000 a 10.000 hombres armados que eran mayormente punjabis y pastunes. Estaban fuertemente divididos entre aquellos que apoyaban la independencia y aquellos que apoyaban la anexión a Pakistán.
Durante el periodo 1998-1999, el director general de la ISI fue puesto al margen debido a su relación con el primer ministro Nawaz Sharif. El general Muhammad Aziz Khan estaba en control operacional y respondía directamente solo al general Pervez Musharraf.

## Objetivos
Los objetivos de la ISI son:
1. Salvaguardar los intereses pakistaníes y la seguridad nacional al interior y al exterior del país.
2. Monitorear los sucesos políticos y militares en países vecinos que tengan relación directa con la seguridad nacional de Pakistán y recolectar inteligencia extranjera y doméstica para la formulación de políticas exteriores en tales casos.
3. Coordinación de funciones de inteligencia de las tres ramas militares.
4. Mantener vigilancia sobre sus cuadros, los extranjeros, los medios de comunicación, segmentos activos políticamente de la sociedad pakistaní, diplomáticos de otros países acreditados en Pakistán y diplomáticos pakistaníes en servicio fuera del país.